# ترومبوآنژئیت انسدادی
بیماری بِرگِر (به انگلیسی: Buerger Disease) یا ترومبوآنژئیت انسدادی (به انگلیسی: Thromboangiitis Obliterans) نوعی اختلال انسدادی غیر آترواسکلروتیک سرخرگ‌ها و سیاهرگ‌های کوچک تا متوسط اندامهای فوقانی و تحتانی است. علت این انسداد التهاب مکرر و پیشرونده و ایجاد لخته در دیواره رگ هاست. این بیماری معمولاً در ارتباط با استفاده از مشتقات تنباکو به خصوص سیگار کشیدن است ولی با مصرف انواع بدون دود تنباکو نیز ارتباط دارد. از علایم آن درد متناوب انگشتان و زخم‌های دردناک بر روی نوک انگشتان دست و پا است. بیماری برگر درمان قطعی ندارد وگاه قطع عضو ناگزیر است. تنها راه جلوگیری از پیشروی سریع بیماری ترک کامل سیگار و فراورده‌های تنباکو است.
این اختلال نخستین بار در سال ۱۸۷۹ میلادی توسط فلیکس فان وینیوارتر توصیف گردید.

## اپیدمیولوژی
این بیماری شیوع جهانی دارد ولی بیشتر در خاورمیانه، مدیترانه و خاور دور مشاهده می‌شود. شیوع آن با افزایش مصرف سیگار در جوامع نسبت مستقیم دارد.

## آسیب‌شناسی
این بیماری با ایجاد لخته‌ای شدیداً التهابی همراه است. التهاب تمام لایه‌های رگ را درگیر می‌کند و در اطراف رگ درگیر ترومبوز التهابی سلول‌ها به خصوص سلول‌های بزرگ چند هسته‌ای داخل میکرو آبسه‌ها قابل مشاهده است.

## علایم بالینی
این بیماری معمولاً در مردان جوان سیگاری با ایسکمی انگشتان دست و پا شروع می‌شود و به تدریج به عروق بالاتر گسترش می‌یابد. درگیری عروق بزرگ نادر است ولی در صورت عدم بهبودی می‌توان منجر به قطع عضو شود. بیمار در مراحل اولیه دچار لنگیدن می‌شود. همچنین درد ایسکمیک در طی استراحت یا زخم شدن مشاهده می‌شود. معمولاً دو عضو یا بیشتر درگیر می‌شوند و در چهل درصد از بیماران ترومبوفلبیت سطحی و پدیده رینولد مشاهده می‌شود. در معاینه این بیماری مثبت شدن تست آلن در افتراق این بیماری از انسداد ناشی از آترواسکروز کمک‌کننده است.

## تشخیص
این بیماری تست تشخیصی خاصی ندارد ولی از آزمایشها برای رد کردن بیماریهای مشابه باید استفاده شود.
بیماریهایی همچون لوپوس اریترماتوز واسکولیت روماتیسمی سندرم آنتی فسفولیپید آنتی‌بادی و بیماری مرکب بافت همبند از تشخیصهای افتراقی مهم بورگر هستند.

## درمان
راهکار درمانی اصلی این بیماری قطع کامل و دائمی سیگار است با این حال مشاهده شده که ۴۰ درصد از بیماران موفق به این کار نمی‌شوند. در درمان این بیماری همچنین از آسپیرین، ایلوپروست (iloprost)، بلوک‌کننده‌های کانال کلسیم، آنتی‌بیوتیک، مواد ضد انعقادی یا بلوک سمپاتیک استفاده شده است.
در موارد حاد، داروها و روش‌هایی که منجر به اتساع عروق می‌شوند، در کاهش دردی که بیمار تجربه می‌کند مؤثر هستند. با این حال کمکی به از بین رفتن بیماری نمی‌کنند. همچنین درمان با اکسیژن پرفشار (پزشکی پرفشار) نیز اثر اتساع عروقی و آنژیوژنز دارد.
جراحی بای‌پس عروق نتایج رضایت بخشی به همراه نداشته است. سایر روش‌های نسبتاً موفقیت‌آمیز عبارتند از» استفاده از فاکتورهای رشد عروق، قرار دادن سیم کیرشنر در مسیر تیبیا برای تحریک رگ‌سازی، استفاده از کمپرسور فشاری برای به جریان انداختن خون و استفاده از آنتاگونیستهای اندوتلین همچون بوسنتان.